# Sylis
Sylis Groupe est une ancienne entreprise française du secteur informatique radiée le 22 février 2010 dans le cadre d'une fusion. 

## Historique
- 1984 : création de Sylis SA
- 1986 : Jacques Tricot et Rémy Mellentin rejoignent Sylis dans le but de créer une activité ingénierie informatique dans le Nord de la France
- 1988 : Création du holding Sylis participations afin de permettre la reprise de Sylis SA par l’actuelle équipe dirigeante
- 1997 : introduction au Second Marché de la Bourse de Paris
- 1998 – 2000 : croissance externe en France et au Benelux
- 2004 : fusion absorption de Sylis SA, Sylis Régions, Sylis Conseil et Expertise par Séléfrance qui devient Sylis France
- 2005 : Nouvelle Direction Générale
- 2006 : Acquisition de Profinity aux Pays Bas
- 2010 : Fusion de Teamlog et Sylis, qui donne naissance à Groupe Open

## Métiers
L’activité de Sylis Nord s’organise autour de 4 métiers : 
- Conseil et expertise
- Gestion des systèmes d’information
- Gestion des infrastructures
- Exploitation des systèmes

Les clients de Sylis Nord sont de grands groupes basés dans la région Nord-Pas de Calais  travaillant dans les secteurs :
- industrie/VAD
- télécoms
- banque/assurance